# Хиенонен, Юкка
Ю́кка А́нтеро Хи́енонен (фин. Jukka Antero Hienonen; род. 9 августа 1961, Йювяскюля, Финляндия) — финский бизнесмен, председатель Совета директоров торгового концерна Stockmann (с 2015).

## Биография
Окончил Высшую школу экономики в Турку.
Со второй половины 1990-х занимался реализацией стратегии торговой компании Stockmann в России в качестве руководителя зарубежных проектов и заместителя исполнительного директора компании.
С 2006 по 2009 годы работал в должности исполнительного директора национальной авиакомпании Finnair, а с 2010 по 2015 годы был исполнительным директором строительного концерна SRV.
С 2015 года возглавил Совет директоров торгового концерна Stockmann.

Мне жаль, что в Финляндии практически совсем нет руководителей с солидными знаниями о России, которые там работали и знают обстановку. Их нет ни в руководстве предприятий, ни среди наших министров, послов и даже генералов.— Юкка Хиенонен
Женат, имеет двоих дочерей. Живёт в Кауниайнене. Владеет финским (родной), шведским, английским и русским языками.